# Mercado La Viseca
El Mercado La Viseca, también conocido como Mercado Estación Central, se encuentra ubicado en el centro de la ciudad de Santiago, Chile, a un costado de la Estación Central de Ferrocarriles, en la calle Exposición, entre Salvador Sanfuentes y Sazié. Se especializa en la venta de aves de corral para la crianza y consumo, además de frutos secos y productos agrícolas de todo el país.
Tiene su origen en los años 1940, cuando de forma espontánea se convirtió en punto de encuentro para campesinos que llegaban en tren con sus productos.